# Zaklínač 3: Divoký hon
Zaklínač 3: Divoký hon (anglicky The Witcher 3: Wild Hunt, polsky Wiedźmin 3: Dziki Gon) je akční hra na hrdiny z roku 2015, kterou vyvinula a vydala společnost CD Projekt. Jedná se o pokračování hry Zaklínač 2: Vrahové králů z roku 2011 a třetí hru ze série Zaklínač, jež se hraje v otevřeném světě z pohledu třetí osoby. Hry vycházejí ze série fantasy románů Zaklínač, jejichž autorem je Andrzej Sapkowski.
Hra se odehrává ve fiktivním fantasy světě založeném na slovanské mytologii. Hráči ovládají postavu Geralta z Rivie, nájemného zabijáka příšer známého jako zaklínač, a pátrají po jeho adoptivní dceři, jež je na útěku před nadpozemským Divokým honem. Hráči bojují s mnoha nebezpečími ve hře pomocí zbraní a magie, komunikují s nehratelnými postavami a plní úkoly, za něž získávají zkušenostní body a peníze, které slouží ke zvýšení Geraltových schopností a nákupu vybavení. Příběh hry má tři možné konce, jež jsou určeny volbami hráčů v klíčových částech příběhu.
Vývoj hry začal v roce 2011 a trval tři a půl roku. Základem herního světa se staly kultury střední a severní Evropy. Hra byla vyvinuta v enginu REDengine 3, což společnosti CD Projekt umožnilo vytvořit komplexní příběh, aniž by byl omezen otevřený svět. Hudbu složil Marcin Przybyłowicz a partituru provedl Braniborský státní orchestr.
Zaklínač 3: Divoký hon byl vydán v květnu 2015 pro Microsoft Windows, PlayStation 4 a Xbox One a v říjnu 2019 pro Nintendo Switch; v prosinci 2022 vyšel také ve verzi pro PlayStation 5 a Xbox Series X/S. Hra se setkala s příznivým hodnocením kritiků, kteří chválili její hratelnost, příběh, design světa, souboje a vizuální stránku, ačkoli se jí dostalo menší kritiky kvůli technickým problémům. Získala řadu ocenění v kategorii hra roku a je považována za jednu z nejlepších videoher vůbec. Kritikou byla přijata také dvě rozšíření: Srdce z kamene a O víně a krvi. V srpnu 2016 byla vydána edice Hra roku se základní hrou, datadisky a veškerým stahovatelným obsahem. Hry se prodalo více než 40 milionů kopií, což z ní činí jednu z nejprodávanějších videoher všech dob.

## Hratelnost
Zaklínač 3: Divoký hon je akční hra na hrdiny hraná z pohledu třetí osoby. Hráči ovládají postavu Geralta z Rivie, zabijáka příšer známého jako zaklínač. Geralt chodí, běhá, kutálí se a uhýbá a poprvé v sérii také skáče, šplhá a plave. Používá různé zbraně, včetně petard, kuše a dvou mečů (jeden z nich je ocelový a druhý stříbrný). Ocelový meč slouží především k zabíjení lidí a zvířat, zatímco stříbrný meč je účinnější proti příšerám. Hráči mohou meče libovolně vytahovat, vyměňovat a zasouvat do pochvy. Existují dva způsoby útoku zblízka: lehké útoky, jež jsou rychlé, ale slabé, a těžké útoky, které jsou pomalé, ale silné. Hráči mohou mečem blokovat a odrážet nepřátelské útoky. Meče však mají omezenou výdrž a vyžadují pravidelné opravy. Vedle zbraní může Geralt také používat pět magických znamení: Aard, Axii, Igni, Yrden a Quen. Znamení Aard vyvolá telekinetický výboj, Axii zmate mysl nepřátel, Igni je spálí, Yrden je zpomalí a Quen vytvoří kolem hráče dočasný ochranný štít. Nicméně znamení spotřebovávají výdrž a nelze je používat donekonečna. Hráči mohou používat mutageny ke zvýšení Geraltovy magické síly. Geralt ztrácí zdraví, když je napaden nepřáteli, nošením brnění však může pomoci snížit ztrátu zdraví. To se pak obnovuje pomocí meditace nebo spotřebních předmětů, jako jsou jídlo a lektvary. Hráči občas ovládají postavu Ciri, Geraltovu adoptivní dceru, jež se umí teleportovat na krátké vzdálenosti.
Hra využívá responzivní, vyspělou umělou inteligencí a dynamické prostředí. Cyklus dne a noci ovlivňuje některé příšery, například vlkodlak se stává silným v noci během úplňku. Hráči se mohou seznámit s nepřáteli a připravit se na boj pomocí herního bestiáře. Když nepřítele zabijí, mohou jeho mrtvolu vykrást a získat z ní cennosti. Geraltův zaklínačský smysl umožňuje hráčům nacházet objekty jejich zájmu, včetně předmětů, které lze sbírat. Předměty jsou uloženy v inventáři, jenž lze rozšiřovat nákupem vylepšení. Hráči mohou prodávat předměty obchodníkům nebo je používat k výrobě lektvarů a petard. Z předmětů, co nasbírali, si mohou u kováře nechat vyrobit nové zbraně a u zbrojíře novou zbroj. Cena předmětu a náklady na jeho výrobu závisí na místní ekonomice v dané oblasti. Hráči získávají zkušenostní body plněním úkolů. Když jich hráč získá dostatek, zvýší se Geraltova úroveň a hráč k tomu získá dovednostní bod. Tyto body lze použít ve čtyřech dovednostních stromech: boj, znamení, alchymie a obecné schopnosti. Vylepšení bojových dovedností zlepšují Geraltovi útoky a odemykají nové bojové techniky; vylepšení znamení mu umožňují efektivněji používat magii a vylepšení alchymie zlepšují řemeslné schopnosti. Obecná vylepšení mají různé funkce, od zvýšení Geraltovy vitality po zvýšení poškození kuší.
Hra se zaměřuje na vyprávění a využívá systému dialogů, jež umožňuje hráčům si vybrat, jak budou reagovat na nehratelné postavy. Geralt musí činit rozhodnutí, která mění stav světa, vedou k 36 možným koncům a ovlivňují životy herních postav. Po splnění určitých úkolů a výběru voleb může navázat romantický vztah s některými ženskými postavami ve hře. Kromě hlavních úkolů je možné se další informace o herním světě dozvědět v knihách. Hráči mohou začít plnit vedlejší úkoly po návštěvě vesnické či městské nástěnky. Mezi ně patří Zaklínačské zakázky (propracované mise vyžadující od hráčů lov příšer) a úkoly typu Honba za pokladem, jež hráče odměňují zbraněmi nebo zbrojí nejvyšší úrovně. Otevřený svět hry je rozdělen do několika oblastí. Geralt může každou oblast prozkoumat pěšky nebo využít dopravních prostředků, například lodí. Jeho klisna Klepna může být přivolána dle libosti. Hráči mohou při jízdě na Klepně zabíjet nepřátele mečem, jejich přítomnost však může klisnu vyděsit a Geralta tak shodit. Na mapě lze nalézt body zájmu, neprozkoumané lokace (otazníky) a menší úkoly (vykřičníky), za jejichž plnění v daných oblastech hráči získávají zkušenostní body. Hráči mohou objevovat také místa moci, z nichž získávají další dovednostní body. Mezi další aktivity, kterých se Geralt může účastnit, patří koňské závody, box a hraní karet; mechanika karetních her byla později rozšířena a využita v samostatné hře Gwent: The Witcher Card Game.

## Děj

### Zasazení
Hra se odehrává na Kontinentu, fiktivním fantasy světě založeném na slovanské mytologii. Je obklopen paralelními dimenzemi a mimodimenzionálními světy. Na Kontinentu vedle sebe žijí lidé, elfové, trpaslíci, příšery a další bytosti, nelidé jsou však pro svou odlišnost často perzekvováni. Kontinent se ocitl ve válce mezi Nilfgaardským císařstvím, vedeným císařem Emhyrem var Emreisem (Charles Dance), jenž napadl Severní království, a Redanií, které vládne král Radovid V (Nico Lennon). Ve hře se objevuje několik lokací, včetně svobodného města Novigrad, redanského města Oxenfurt, Velenu zvaného země nikoho, města Wyzima (bývalého hlavního města nedávno dobyté Temerie), ostrovů Skellige (domova několika severských vikinských klanů) a zaklínačské pevnosti Kaer Morhen.
Hlavním hrdinou je zaklínač Geralt z Rivie (Doug Cockle), lovec příšer, který je od dětství cvičen v boji, stopování, alchymii a magii a díky mutagenům je silnější, rychlejší a odolnější vůči toxinům. Pomáhá mu jeho milenka, mocná čarodějka Yennefer z Vengerbergu (Denise Gough), jeho bývalá láska Triss Ranuncul (Jaimi Barbakoff), bard Marigold (John Schwab), trpasličí válečník Zoltan Chivay (Alexander Morton) a Geraltův zaklínačský mentor Vesemir (William Roberts). Geralta znovu povzbudí svou přítomností jeho a Yennefeřina adoptivní dcera Ciri (Jo Wyatt). Ciri se narodila s vrozenými (a potenciálně rozsáhlými) magickými schopnostmi; po zjevné smrti rodičů byla vycvičena jako zaklínačka, zatímco Yennefer ji učila magii. Před lety zmizela, aby unikla Divokému honu, skupině přízračných válečníků vedených jejich králem, elfem Eredinem z paralelní dimenze.

### Příběh
Geralt a jeho mentor Vesemir obdrží dopis od Geraltovy dávno ztracené milenky Yennefer a odcestují spolu do Bělosadu. Po zabití gryfa pro místní nilfgaardskou posádku doprovodí Geralt Yennefer do města Wyzima, kde se setkají s císařem Emhyrem. Emhyr Geraltovi přikáže, aby našel Ciri, jež je císařovou biologickou dcerou a jíž se Geralt kdysi ujal. Ciri je dítětem Starší krve, poslední dědičkou prastaré elfské krevní linie, která jí propůjčuje moc manipulovat časem a prostorem, a je neúnavně pronásledována tajemným Divokým honem. Geralt se dozvídá o třech místech, kde byla Ciri nedávno spatřena: ve válkou zničené bažinaté provincii Velen, ve svobodném městě Novigrad a na ostrovech Skellige.
Ve Velenu zavedly stopy Geralta do pevnosti Krvavého barona, válečníka, jenž nedávno provincii ovládl. Baron požaduje, aby Geralt našel jeho ztracenou ženu a dceru výměnou za informace o Ciri. Geralt se dozví, že baron svým opileckým řáděním vyhnal vlastní rodinu; zatímco jeho dcera uprchla do Oxenfurtu, jeho žena Anna se stala služebnicí Dam lesa, tří zlomyslných křivušských ježibab, které bdí nad Velenem. Zjistí také, že Ciri byla krátce v jejich zajetí, ale předtím, než pokračovala na cestě do Novigradu, uprchla do baronovy pevnosti.
V Novigradu se Geralt znovu setkává se svou bývalou milenkou Triss Ranuncul, jež odešla do ústraní, protože je pronásledována fanatickou církví Věčného ohně. Dozvídá se, že Ciri a jeho starý přítel Marigold se dostali do problémů s mocnými novigradskými zločinci, když se snažili zlomit kletbu spojenou se záhadným filakteriem. S pomocí Triss a několika starých známých Geralt zachrání Marigolda, který mu řekne, že se Ciri teleportovala na Skellige, aby unikla před pronásledováním strážemi.
Geralt odpluje na Skellige a setká se zde s Yennefer, jež vyšetřuje magický výbuch poblíž místa, kde byla Ciri naposledy spatřena. Zjistí, že Ciri navštívila ostrov Lofoty, když však Divoký hon znovu zaútočil, uprchla na lodi s neznámým elfem. Když se člun vrátil na břeh, jedinou osobou v něm byl Uma, znetvořená bytost, kterou Geralt předtím viděl žít s Krvavým baronem. Geralt usoudí, že Uma je obětí kletby, kterou se Ciri pokusila zrušit v Novigradu. Rozhodne se jej tedy s sebou vzít do téměř opuštěné zaklínačské školy v Kaer Morhen. Geralt společně s Yennefer a dalšími zaklínači kletbu zlomí a vrátí Umovi jeho pravou identitu. Je jím Avallac’h, Ciriin učitel a elf, kdysi Eredinův spojenec, kterého s ní viděli na jejích cestách. Avallac’h Geraltovi prozradí, že Ciri uložil na Ostrově mlh do kouzelného spánku, aby ji dočasně ochránil před Divokým honem.
Geralt najde Ciri na Ostrově mlh a dozví se od ní, že vůdce Divokého honu Eredin chce její schopnosti Starší krve, aby zachránil svůj domovský svět před katastrofou známou jako Bílá zima, což je magická síla, která ochlazuje jeden svět za druhým a hubí tak veškerý život. Vrátí se spolu na Kaer Morhen a opevní ho před nevyhnutelným příchodem Honu. V bitvě, která následuje, je zabit Vesemir, v důsledku čehož Ciri uvolní svou nekontrolovatelnou moc a Hon se dočasně stáhne.
Ciri a Geralt si uvědomí, že se Hon nikdy nezastaví, a rozhodnou se bojovat s Eredinem na vhodném místě a ve vhodný čas. Zatímco Triss a Yennefer reformují Lóži čarodějek, aby jim pomohla v boji, Geralt se s Avallacʼhem vydá do domovského světa Honu a přesvědčí tamního místokrále, aby nadále nepodporoval Eredina a nevysílal posily. Vzápětí zpět ve svém rodném světě získá Sluneční kámen, artefakt, jenž umožňuje komunikaci mezi světy. Pomocí Slunečního kamene vyláká Avallac’h Hon na Skellige, kde je za cenu značných ztrát poražen. Geralt Eredina osobně porazí v boji, ale když Eredin umírá, vysvětlí, že ho Avallac’h zradil a hodlá využít Ciriinu moc pro své vlastní cíle.
Když začne Bílá zima pronikat na Kontinent, Geralt a Yennefer pronásledují Avallac’ha a najdou Ciri živou a zdravou. Ta Geraltovi řekne, že Avallac’h není zrádce a že měl vždy v úmyslu pouze bojovat proti Bílé zimě. Když si vzpomene na svůj vztah s Geraltem, Ciri v sobě najde sílu zastavit kataklyzma; pokud ji Geralt po celou hru protežoval a chránil, při pokusu zemře, ale pokud ji vedl k dospělosti a vlastnímu rozhodování, přežije.
Hráčova rozhodnutí mohou vést k několika různým koncům. Pokud Ciri po porážce Bílé zimy přežije a Geralt ji odvede za jejím otcem, stane se císařovnou Nilfgaardu. Pokud Ciri přežije, ale s císařem se nesetká, pomůže jí Geralt předstírat smrt a stane se zaklínačkou. Pokud Ciri zahyne při střetu s Bílou zimou, příběh končí tím, že Geralt získá její medailon od poslední z ježibab. Hráčovy volby také určují, zda Geralt skončí v milostném vztahu s Yennefer, Triss, nebo ani s jednou z nich, a jak velkou část Severu nakonec Nilfgaard dobude.

## Vývoj

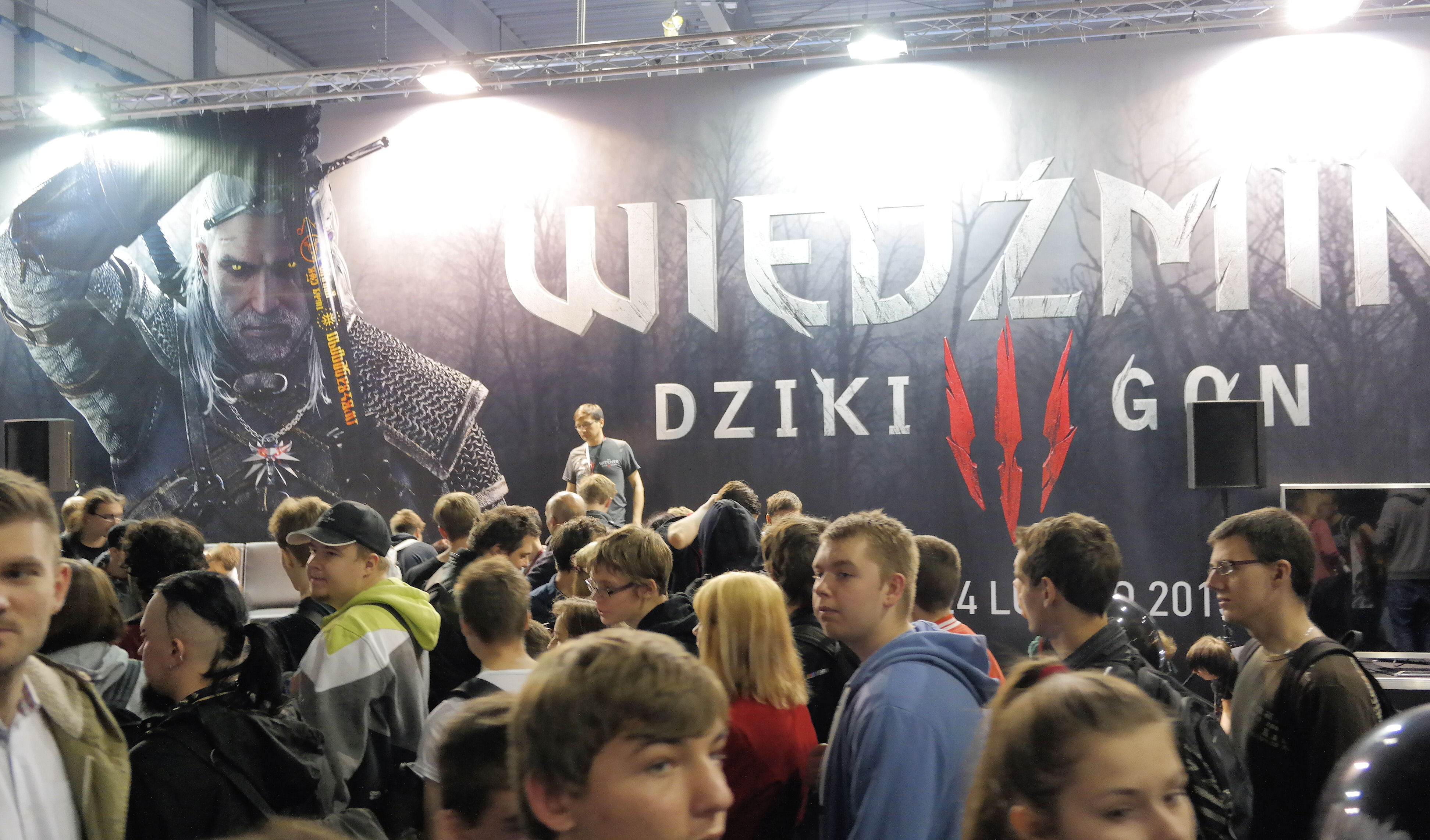
Prezentace hry na veletrhu v Poznani v roce 2014

Ačkoli měl vývoj hry začít už v roce 2008, zaneprázdněnost studia CD Projekt Red s konzolovou verzí původního Zaklínače Rise of the White Wolf jej odsunula na rok 2011. Studio vyvíjelo hru Zaklínač 3: Divoký hon s rozpočtem 81 milionů dolarů, který si samo financovalo, tři a půl roku. Zpočátku na hře pracovalo 150 osob, nakonec se studio rozrostlo na více než 250 zaměstnanců. Celosvětově se na vývoji podílelo 1 500 lidí. Hra sice vychází z románů Andrzeje Sapkowského, není však jejich oficiálním pokračováním a Sapkowski se na ní podílel pouze tím, že pomáhal vytvořit herní mapu. Hra byla lokalizována do 15 jazyků a podílelo se na ní celkem 500 hlasových herců. Scénář hry byl napsán souběžně v polštině a angličtině, aby se zmírnily obtíže při lokalizaci. Podle společnosti Side, jež se starala o obsazení herců a nahrávání, obsahoval scénář o 450 tisících slovech 950 mluvených rolí. Hlasy byly nahrávány od konce roku 2012 do začátku roku 2015. Studio CD Projekt Red chtělo, aby hra neobsahovala žádnou z metod správy digitálních práv (DRM), a to kvůli neúspěšné kontrole pirátství u předchozího dílu Zaklínač 2: Vrahové králů, jehož DRM způsobovalo pomalý běh hry.
Zaklínač 3: Divoký hon byl vytvořen v REDengine 3, vlastním herním enginu studia CD Projekt Red určeném pro nelineární hry na hrdiny v otevřeném světě, jenž je podporován konzolemi PlayStation 4 a Xbox One a poprvé jej bylo možné použít v říjnu 2014. Vývojářům přišel při jejich prvním hraní otevřený svět navzdory svému obsahu a generování kolem úkolů prázdný. Jako řešení přidali body zájmu. V prosinci toho roku se ve hře objevilo 5 000 chyb, což si (při datu vydání v únoru 2015) vyžádalo její odložení. Stejně jako v předchozích dvou hrách Zaklínače se hráči dočkají komplexního příběhu s mnoha možnostmi volby a následky. Na rozdíl od jiných herních enginů umožňuje REDengine 3 vytvořit komplexní příběh, aniž by byl obětován design virtuálního světa. Uživatelské rozhraní se stalo intuitivnějším díky řešením založených na mřížkách. Systém kamery byl vylepšen tak, aby používal dlouhé záběry pro bitvy s více nepřáteli a detailní záběry pro menší konfrontace. V bojových sekvencích bylo použito více animací než v Zaklínači 2, přičemž každá z nich trvala méně než jednu sekundu v rychlém sledu. Režisér hry Konrad Tomaszkiewicz a vedoucí designér Damien Monnier uvedli, že na bojový systém Divokého honu měly vliv hry Dark Souls a Demon's Souls. Designér úrovní Miles Tost a vedoucí výtvarník prostředí Jonas Mattsson řekli, že na design úrovní a prostředí třetího dílu Zaklínače měly vliv série The Legend of Zelda a hra Red Dead Redemption.
Měsíce před datem vydání byly ekonomický systém, systém výroby a inventář ve hře nedokončené a studio nebylo zjevně schopné dodržet termín. Vedoucí designér hratelnosti Matthew Steinke vymyslel nápravu a nakreslil kontextový diagram systému. Pro přidělování cen Steinke napsal vzorec založený na míře poškození, obrany a léčení. K určení jeho účinnosti byly použity polynomy nejmenších čtverců a bylo zjištěno, že eliminuje chyby v systému a zkracuje dobu načítání. Každá postava dostala jedinečnou osobnost, jež kontrastuje se systémem „donáškových úkolů“ typickým pro videohry. Již na začátku bylo rozhodnuto, že scénář bude vtipný a bude obsahovat metafory a naznačené významy. Dialogy byly až na výjimky omezeny na 15 řádků, aby byla zachována obsahová originalita. Možnosti hráče byly napsány jako morálně nejednoznačné, odrážejíc tak skutečný život a zaklínačské romány od Andrzeje Sapkowského. Alkoholismus, zneužívání a sexualita, zobrazené jako běžná součást středověkého světa, byly do příběhu začleněny kvůli autenticitě. Oblasti otevřeného světa byly založeny na Polsku, Amsterdamu a Skandinávii. Objekty byly modelovány ručně.
Od příběhových linií, ve kterých například Yennefer uvěznila Geralta na ostrově nebo se Geralt tajně připojil k Divokému honu, bylo opuštěno, aby se hra zmenšila a nemusela se rozdělit na dvě části. Karetní hra Gwent byla jedním z původních návrhů miniher, dalšími byly picí hra, vrhání nožem a bruslení. Rekonstrukce bitvy u Grunwaldu byla nahrána kvůli zvukům bitvy, pochodu, kovářství a střílení šípů. Aby rytíři zněli ve hře autenticky, měli herci při nahrávání hlasů na hlavách přilby. Hudebním režisérem a skladatelem se stal Marcin Przybyłowicz, hudbou přispěla také polská folková skupina Percival. Podle Przybyłowiczeho byla spolupráce se skupinou Percival výzvou; očekával akademický přístup, než se dozvěděl, že většina členů skupiny nemá hudební vzdělání a často improvizují. Multiinstrumentalista Robert Jaworski z folkové skupiny Żywiołak využíval při nahrávání loutnu, renesanční housle, smyčcové gusle a niněru. Partituru provedl ve Frankfurtu nad Odrou Braniborský státní orchestr pod vedením Bernda Rufa.

## Vydání
Hra Zaklínač 3: Divoký hon byla oznámena v roce 2013 a následující rok měla vyjít pro osobní počítače a konzole PlayStation 4 a Xbox One. Datum vydání bylo později odloženo ze třetího čtvrtletí roku 2014 na únor 2015. Poté, co CD Projekt Red datum vydání naplánované na 24. února zmeškal, studio v dubnu potvrdilo, že hra byla uvolněna do výroby. Zaklínač 3: Divoký hon vyšel celosvětově 19. května 2015. Polská premiérka Ewa Kopaczová a prezident Bronisław Komorowski navštívili studio CD Projekt RED, aby oslavili její uvedení na trh. Stejně jako v případě druhé hry se o fyzickou distribuci třetího dílu v Severní Americe postarala společnost Warner Bros. Interactive Entertainment a v západní Evropě, Austrálii a na Novém Zélandu pak společnost Bandai Namco Entertainment. Kromě standardní edice si hráči mohli zakoupit také sběratelskou edici, která vedle základní hry obsahuje artbook, sošku Geralta bojujícího s gryfem, medailon zaklínače a další předměty. Na veletrhu E3 byl v roce 2019 oznámen port hry nazvaný The Witcher 3: Wild Hunt – Complete Edition pro kapesní konzoli Nintendo Switch. Byl vyvinut ve spolupráci se studiem Saber Interactive a vyšel 15. října 2019. Kvůli méně výkonnému hardwaru Switche nedosahuje port stejného grafického zpracování jako stávající verze, jinak je však s nimi totožný.
Spoluzakladatel studia CD Projekt Red Marcin Iwiński zmínil tři pilíře, jež považuje za nedílnou součást marketingu: kvalitu hry, „hodnotovou nabídku zaměřenou na hráče“ a komunikaci s fanoušky. Aby dosáhl druhého z nich, byl Zaklínač 3: Divoký hon propagován jako „Skyrim v omáčce Hry o trůny“. V případě třetího bodu byla dle Iwińskiho efektivní reakce týmu studia na zhoršenou vizuální stránku hotového produktu oproti dřívějším propagačním záběrům. Logo bylo přepracováno tak, aby nebylo tak zřejmé, že je Zaklínač 3: Divoký hon pokračováním; číslo tři naznačovalo hráčům, jež sérii neznají, znak drápů nebo masky, zatímco fanoušci jej rozpoznali jako znak Divokého honu.

### Stahovatelný obsah
Vývojáři studovali fóra Zaklínače a webové stránky, jako je Reddit, a pokoušeli se předpovědět, co si hráči obecně přejí od stahovatelného obsahu (DLC). Byla vydána kolekce 16 bezplatných DLC, jak vývojáři oznámili před vydáním hry. Zahrnovaly kosmetický a dodatečný herní obsah a režim New Game Plus. CD Projekt Red oznámil, že plánuje vydat dva datadisky: Srdce z kamene (Hearts of Stone) a O víně a krvi (Blood and Wine). První z nich vyšel 13. října 2015 a druhý 31. května následujícího roku. Srdce z kamene sleduje zaklínače Geralta, jenž se setkává s osobou známou jako Zrcadelník a nesmrtelným mužem Olgierdem von Everec. Datadisk byl kritiky kladně hodnocen a získal od stránek IGN a GameSpot hodnocení 9/10. Druhý datadisk O víně a krvi sleduje Geraltovu výpravu do Toussaintu (nilfgaardského vévodství nedotčeného válkou), aby v něm vypátral tajemnou bestii, jež terorizuje region. Byl oceněn kritikou a zvítězil v roce 2016 v kategorii nejlepší hry na hrdiny na The Game Awards. Edice Hra roku se základní hrou, oběma datadisky a všemi DLC byla vydána 30. srpna 2016.

### Reedice
Vydavatel oznámil reedici hry plánovanou pro devátou generaci herních konzolí PlayStation 5 a Xbox Series X/S a počítače s Microsoft Windows. Hra by měla být k dispozici v podobě bezplatné aktualizace pro stávající majitele konzolí PlayStation 4 a Xbox One a pro Microsoft Windows nebo k samostatnému zakoupení. Očekává se, že bude obsahovat rychlejší načítání, ray tracing a veškerý dříve vydaný stahovatelný obsah. V roce 2021 herní server Kotaku informoval o tom, že ve hře bude dostupný obsah z modů vytvořených fanoušky; „HalkHogan“, tvůrce jedné z modifikací, která vylepšuje textury hry, oznámil, že vývojáři s ním zahájili jednání o zahrnutí obsahu z modu „The Witcher 3 HD Reworked Project“. CD Projekt Red potvrdil Kotaku, že vstoupil do jednání s tvůrci modů, což vyvolalo diskusi o tom, proč společnost, která v roce 2020 vydělala 300 milionů dolarů, hledá pomoc komunity. Vydání bylo naplánováno na druhou polovinu roku 2021, později však bylo odloženo na druhé čtvrtletí roku 2022. Reedici vyvíjí studio Saber Interactive, vývojáři zodpovědní za port hry pro Nintendo Switch. Studio potvrdilo, že reedice bude obsahovat stahovatelný obsah založený na seriálové adaptaci Zaklínače. Hlavní designér úkolů uvedl, že hráči „by mohli mít možnost nosit Geraltovu zbroj inspirovanou seriálem od Netflixu“. Později bylo ohlášeno, že tento obsah bude k dispozici také pro verze hry na konzole Nintendo Switch, PlayStation 4 a Xbox One. Dne 13. dubna 2022 společnost CD Projekt oznámila, že její interní vývojový tým převezme zbývající práce na reedici a že datum vydání naplánované na 2. čtvrtletí 2022 bude odloženo. V květnu uvedla, že by reedice měla být uvedena na trh ve 4. čtvrtletí téhož roku, přičemž v listopadu bylo datum vydání stanoveno na 14. prosinec 2022.

## Přijetí

### Kritika
| Agregátor  | Skóre                                              |
| ---------- | -------------------------------------------------- |
| Metacritic | (PC) 93/100 (PS4) 92/100 (XONE) 91/100 (NS) 85/100 |

| Udělil         | Skóre   |
| -------------- | ------- |
| Destructoid    | 8/10    |
| Game Informer  | 9,75/10 |
| GameRevolution | [ 102 ] |
| GameSpot       | 10/10   |
| GamesRadar+    | [ 104 ] |
| GameTrailers   | 9,8/10  |
| IGN            | 9,3/10  |
| PC Gamer (US)  | 92/100  |
| Polygon        | 8/10    |
| VideoGamer.com | 9/10    |
| Hrej.cz        | 5/5     |
| Games.cz       | 10/10   |
| Bonusweb.cz    | 95 %    |

Verze hry Zaklínač 3: Divoký hon pro osobní počítače, PlayStation 4 a Xbox One obdržely na recenzní stránce Metacritic „všeobecnou chválu“ a verze pro Switch získala „celkově příznivé“ recenze. Kritici se shodli na tom, že se jedná o ambiciózní akční hru na hrdiny, jež je na jednu stranu velkolepá, na stranu druhou ji však provázejí technické potíže a nedostatek inovací. GameSpot a Eurogamer udělily hře nejvyšší hodnocení. Zaklínač 3: Divoký hon je považován za jednu z nejlepších videoher všech dob.
Herní svět byl kritiky široce chválen. Kimberly Wallacová z časopisu Game Informer jej označila za „pohlcující“ a byla ohromena jeho smyslem pro detail. Chris Carter z Destructoidu chválil rozlohu světa, který je podle něj obrovský a jehož prozkoumání zabere hráčům hodiny. Jonathon Leack v článku na GameRevolution ocenil efektivní využití rozsáhlého světa hry. Leack napsal, že v každém regionu jsou úkoly a aktivity, které si hráči mohou vyzkoušet, ačkoli se mu zdálo, že mnohé z nich jsou pouhou výplní, jež prodlužuje její délku. Tom Senior z GamesRadaru chválil rozmanitost otevřeného světa a označil ho za „vzrušující realizaci roninovského fantasy“. Daniel Bloodworth z GameTrailers chválil hru za to, že podporuje průzkum; mnoho úkolů se hráčům zpřístupní až poté, co se v různých částech světa setkají s nehratelnými postavami. Vince Ingenito z IGN a Shaun Prescott z PC Gamer byli nadšeni scenériemi hry a jejím denním a nočním cyklem, přičemž Ingenito uvedl, že to podtrhuje autentičnost herního světa.
S příznivou kritikou se setkal také příběh hry. Carter chválil obsazení postav, které označil za jedinečné a zajímavé. Vyprávění bylo podle něj poutavější, hráči byli svědky klíčových událostí a činili rozhodnutí. Wallacová chválila dialogy ve hře a vedlejší úkoly; každý z nich se podobal krátkému příběhu a hráčova rozhodnutí v úkolech ovlivňovala stav světa. Líbil se jí hlavní úkol, jenž Geraltovi dodal více charakteru, a řekla, že možnosti milostných vztahů jsou výrazným zlepšením oproti předchůdcům hry. Zklamala ji však kvalita jejího zakončení. Kevin Van Ord z GameSpotu přitakal Wallacové a poznamenal, že příběh Zaklínače 3: Divoký hon obsahuje více charakterizace Geralta než předchozí hry. Tuto změnu uvítal, protože díky ní se hráči mohli emočně vázat na herní postavy. Seniorovi se líbily vedlejší úkoly, které označil za „kompilaci temných fantasy povídek“, jež zastínily ty hlavní. Ingenito byl zklamán hlavním příběhem, podle něj v něm bylo příliš mnoho vycpávek a nudných úkolů. Shaun Prescot s ním souhlasil a řekl, že příběh by působil rutinně, kdyby vedlejší obsah nebyl poutavý. Van Ord, Wallacová a Brett Phipps ze serveru VideoGamer.com chválili herecké výkony, přičemž Wallacová je označil za nejlepší v sérii. Arthur Gies z Polygonu kritizoval, že některé ženské postavy jsou příliš sexualizované a že v hlavní hře nejsou žádní „barevní lidé“.
Souboje ve hře byly přijaty většinou kladně. Podle Bloodwortha byl Geralt díky nové mechanice šplhání a plavání pohyblivější a mrštnější. Carter uvedl, že systém soubojů byl výrazně zjednodušen a strategické prvky jeho předchůdců byly odstraněny, ale ocenil jeho akčnost. Wallaceová napsala, že díky zjednodušenému systému alchymie, slušnému uživatelskému rozhraní a rozmanitému nastavení obtížnosti byl boj přístupnější, ačkoli se jí nelíbil rušivý systém ztráty výdrže zbraní a nepropracovaná mechanika střelby z kuše. Leack si myslel, že systém postrádá komplexnost, a kritizoval jeho nedotaženost způsobenou nespolehlivým systémem zamykání, problémy s kamerou a příliš dlouhými bojovými animacemi. Senior poznamenal, že některé herní mechanismy, jako je kutálení a uhýbání, byly nekonzistentní a způsobovaly pocit nespravedlnosti systému. Ingenito chválil souboje a jejich plynulost označil za výrazné zlepšení oproti předchůdcům.
Ostatní herní aspekty byly hodnoceny smíšeně. Van Ord chválil systém přizpůsobování a vylepšování (který hráčům nabízel pocit pokroku), protože se v průběhu příběhu upevňoval. Ingenito označil systém vylepšování za hluboký a flexibilní, protože hráči mají při přizpůsobování Geraltových schopností značnou volnost. Leackovi se systém nelíbil a označil ho za „nevzrušující“. Carter byl zklamaný ze zaklínačských smyslů, dle něj byly repetitivní, ale Senior je považoval za lepší než značky cílů –⁠ normu pro hry na hrdiny. Prescottovi se nelíbilo uživatelské rozhraní pro jeho těžkopádnost a nudnost. Senior označil karetní hru Gwent za návykovou minihru.
Hra byla kritizována za technické problémy. Carter označil její lezecké animace jako strnulé a poznamenal, že některé herní chyby brání hráči v postupu. Podle Wallacové byla doba načítání hry příliš dlouhá. Leack uvedl, že výsledná hra měla zhoršenou grafiku a nevypadala tak dobře jako ukázka z roku 2013. Senior, Phipps a Ingenito zaznamenali problémy se snímkovou frekvencí. Ingenito se domníval, že to nemá vliv na hratelnost, Phipps to však na druhou stranu označil za přetrvávající problém, který zastínil mnoho úspěchů hry.

### Prodeje
Hru si před jejím vydáním předobjednalo více než 1,5 milionu lidí. Zaklínač 3: Divoký hon debutoval v prvním týdnu na vrcholu britského žebříčku prodejnosti softwaru, kdy prodal o 600 % více kopií než jeho předchůdce Zaklínač 2: Vrahové králů. Stal se tak nejprodávanější videohrou roku ve Velké Británii, čímž překonal rekord, který držela hra Battlefield Hardline. V japonském žebříčku prodejnosti videoher debutoval na prvním místě, když se ho v prvním týdnu prodalo 67 385 kopií. Za první dva týdny od vydání se prodaly čtyři miliony kopií hry.
Do června 2015 si hru prostřednictvím služby GOG Galaxy aktivovalo více než 690 000 hráčů. Během následujících šesti týdnů se prodalo přes šest milionů kopií hry a studio v první polovině roku 2015 dosáhlo zisku 63,3 milionu dolarů. V březnu 2016 studio CD Projekt Red oznámilo, že hra celosvětově prodala téměř 10 milionů kopií. Do konce roku 2017 se celé série Zaklínače prodalo přes 33 milionů kusů. Do června 2019 se toto číslo vyšplhalo na více než 40 milionů, přičemž Zaklínač 3: Divoký hon se na něm podílel více než polovinou.
Po vydání první řady televizního seriálu Zaklínač od Netflixu v prosinci 2019 vzrostly prodeje hry Zaklínač 3: Divoký hon v tomto měsíci ve srovnání s prosincem předchozího roku o 554 %. Do prosince 2019 se prodalo celosvětově přes 28 milionů kopií hry a do dubna 2021 přes 30 milionů kopií, zatímco celé série se prodalo přes 50 milionů kusů. Do dubna 2022 prodala hra 40 milionů kopií.

### Ocenění a nominace

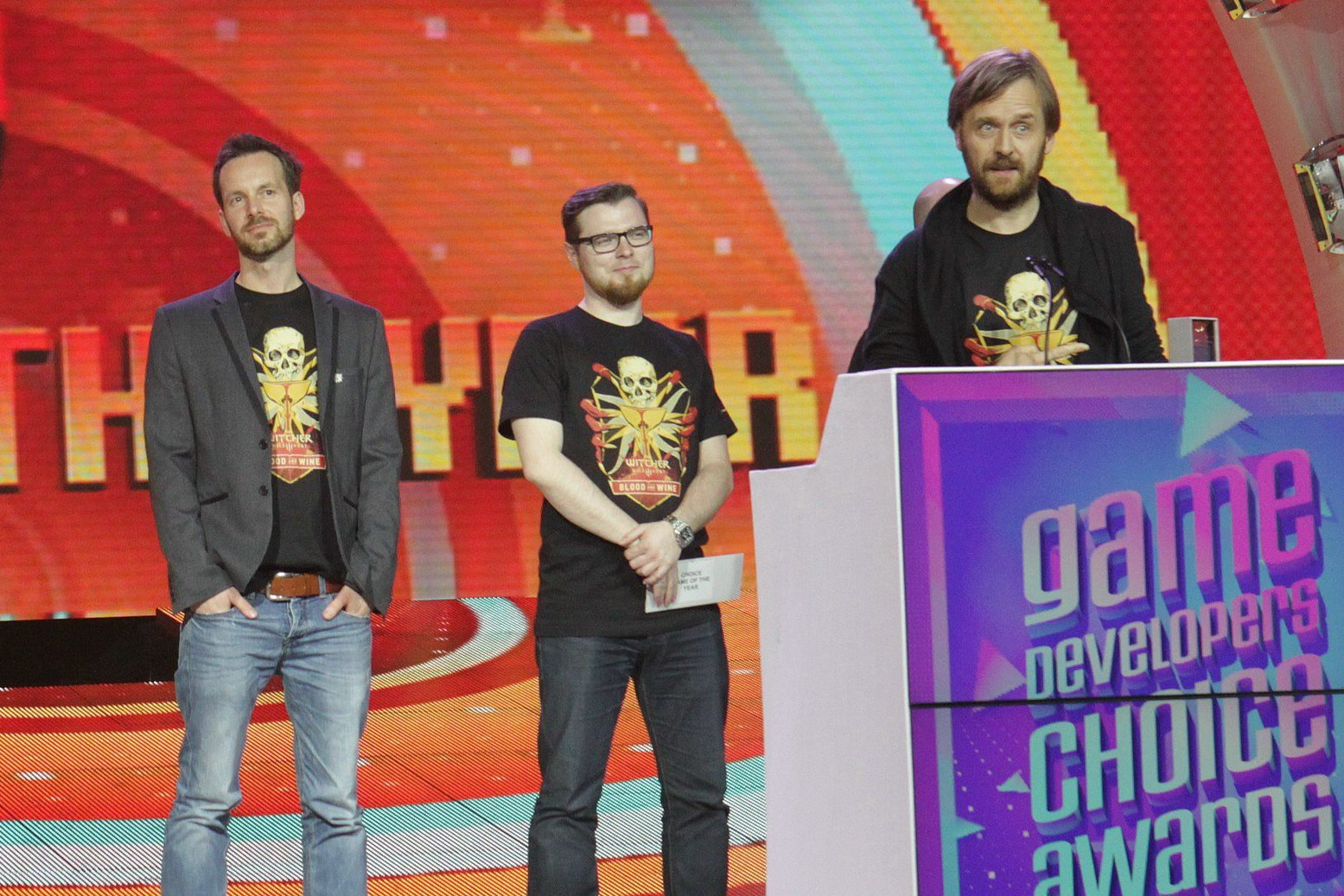
Marcin Iwiński, jeden ze zakladatelů společnosti CD Projekt, při přebírání ocenění hra roku na Game Developers Choice Awards v roce 2016

Hra Zaklínač 3: Divoký hon získala před svým vydáním ocenění na veletrhu E3 v letech 2013 a 2014. V obou letech byla zvolena nejlepší hrou na hrdiny v rámci IGN Best of E3 Awards a získala cenu IGN's E3 People's Choice Award. V roce 2014 obdržela cenu GameSpot's E3 People's Choice Award a na 31. a 32. ročníku Golden Joystick Awards zvítězila v kategorii nejžádanější hry. Na předávání cen The Game Awards v roce 2014 v Las Vegas se stala nejočekávanější hrou. Zaklínač 3: Divoký hon získal 260 ocenění za hru roku a byl nejoceňovanější hrou všech dob až do roku 2021, kdy jej předstihla hra The Last of Us Part II. Do srpna 2016 získal přes 800 ocenění. Na konci roku 2020 jej stránka GamesRadar+ zařadila na seznam nejlepších her této generace.
Hra obdržela ocenění na několika ceremoniích, včetně Golden Joystick Awards, The Game Awards, D.I.C.E. Awards, Game Developers Choice Awards, SXSW Gaming Awards a ocenění National Academy of Video Game Trade Reviewers (NAVGTR). Zaklínač 3 byl oceněn jako hra roku stránkami IGN, GameSpot, Game Informer a dalšími herními periodiky. Získal cenu Golden Joystick za nejlepší příběh, vizuální design a herní moment a The Game Award za nejlepší hru na hrdiny a studio roku pro CD Projekt Red. Hra získala cenu D.I.C.E. za nejlepší příběh, herní design a technický úspěch a zvítězila v kategoriích hra roku a nejlepší technologie ocenění Game Developers Choice Awards.
V anketě INVAZE 2015 na českém webu Hrej.cz získala prvenství v hráči volených kategoriích nejlepší hra na hrdiny a absolutně nejlepší hra, přičemž rozšíření Srdce z kamene pak získalo první místo v kategorii nejlepšího rozšíření. Redakce webu umístila hru na třetím místě v kategoriích nejlepší design a nejlepší grafika. Hrou na hrdiny roku byla vyhlášena v redakční části soutěže na Games.cz. Ve čtenářském hlasování obsadila první místo v kategoriích hra roku a nejlepší hra na hrdiny. Rozšíření Srdce z kamene získalo první místo v kategorii nejlepší DLC –⁠ datadisk, a to jak v redakční, tak i ve čtenářské části.
| Ocenění                             | Rok  | Kategorie                                   | Výsledek  | Zdroje  |
| ----------------------------------- | ---- | ------------------------------------------- | --------- | ------- |
| Golden Joystick Awards              | 2013 | Nejžádanější hra                            | vítězství | [ 169 ] |
| Golden Joystick Awards              | 2014 | Nejžádanější hra                            | vítězství | [ 170 ] |
| Golden Joystick Awards              | 2015 | Hra roku                                    | vítězství | [ 171 ] |
| Golden Joystick Awards              | 2015 | Nejlepší herní moment                       | vítězství | [ 171 ] |
| Golden Joystick Awards              | 2015 | Nejlepší příběh                             | vítězství | [ 171 ] |
| Golden Joystick Awards              | 2015 | Nejlepší vizuální design                    | vítězství | [ 171 ] |
| The Game Awards                     | 2014 | Nejočekávanější hra                         | vítězství | [ 172 ] |
| The Game Awards                     | 2015 | Hra roku                                    | vítězství | [ 173 ] |
| The Game Awards                     | 2015 | Nejlepší hra na hrdiny                      | vítězství | [ 173 ] |
| The Game Awards                     | 2015 | Nejlepší příběh                             | nominace  | [ 174 ] |
| The Game Awards                     | 2015 | Nejlepší hudba                              | nominace  | [ 174 ] |
| The Game Awards                     | 2015 | Nejlepší herecký výkon                      | nominace  | [ 174 ] |
| The Game Awards                     | 2015 | Nejlepší umělecká režie                     | nominace  | [ 174 ] |
| Cena Sdružení amerických scenáristů | 2016 | Vynikající úspěch v oblasti psaní videoher  | nominace  | [ 175 ] |
| D.I.C.E. Awards                     | 2016 | Hra roku                                    | nominace  | [ 176 ] |
| D.I.C.E. Awards                     | 2016 | RPG roku                                    | nominace  | [ 176 ] |
| D.I.C.E. Awards                     | 2016 | Významný úspěch v herní režii               | nominace  | [ 176 ] |
| D.I.C.E. Awards                     | 2016 | Významný úspěch na poli postav              | nominace  | [ 176 ] |
| D.I.C.E. Awards                     | 2016 | Významný úspěch v původní hudební kompozici | nominace  | [ 176 ] |
| D.I.C.E. Awards                     | 2016 | Významný úspěch v příběhu                   | vítězství | [ 176 ] |
| D.I.C.E. Awards                     | 2016 | Významný technologický úspěch               | vítězství | [ 176 ] |
| D.I.C.E. Awards                     | 2016 | Významný úspěch na poli herního designu     | vítězství | [ 176 ] |
| Game Developers Choice Awards       | 2016 | Hra roku                                    | vítězství | [ 177 ] |
| Game Developers Choice Awards       | 2016 | Nejlepší technologie                        | vítězství | [ 177 ] |
| SXSW Gaming Awards                  | 2016 | Hra roku                                    | vítězství | [ 178 ] |
| SXSW Gaming Awards                  | 2016 | Vynikající hratelnost                       | nominace  | [ 178 ] |
| SXSW Gaming Awards                  | 2016 | Vynikající výtvarná stránka                 | nominace  | [ 178 ] |
| SXSW Gaming Awards                  | 2016 | Vynikající technologický úspěch             | vítězství | [ 178 ] |
| SXSW Gaming Awards                  | 2016 | Vynikající vizuální počin                   | vítězství | [ 178 ] |
| SXSW Gaming Awards                  | 2016 | Vynikající příběh                           | vítězství | [ 178 ] |
| SXSW Gaming Awards                  | 2016 | Vynikající hudba                            | nominace  | [ 178 ] |
| SXSW Gaming Awards                  | 2016 | Nejtrvalejší postava                        | nominace  | [ 178 ] |
| British Academy Games Awards        | 2016 | Umělecký úspěch                             | nominace  | [ 179 ] |
| British Academy Games Awards        | 2016 | Zvukový úspěch                              | nominace  | [ 179 ] |
| British Academy Games Awards        | 2016 | Nejlepší hra                                | nominace  | [ 179 ] |
| British Academy Games Awards        | 2016 | Herní design                                | nominace  | [ 179 ] |
| British Academy Games Awards        | 2016 | Herecký výkon                               | nominace  | [ 179 ] |
| British Academy Games Awards        | 2016 | Přetrvávající hra                           | nominace  | [ 179 ] |
| British Academy Games Awards        | 2016 | Příběh                                      | nominace  | [ 179 ] |

## Pokračování
Od roku 2022 je ve vývoji v pořadí čtvrtá hra ze série Zaklínač, s kódovým označením Polaris, jež by dle tvůrců měla být prvním dílem zcela nové ságy. Poprvé v sérii by hra měla také používat engine Unreal Engine 5 společnosti Epic Games namísto vlastního REDenginu.